# Взрывпакет
Взрывпакет или взрыв-пакет — пиротехническое средство, предназначено для имитации разрывов мин, артиллерийских снарядов, гранат. Применяется в кинематографе и в армии на тактических занятиях и учениях. 
Может относиться к пиротехническим изделиям 5-го класса (к учебно-имитационным средствам) по ГОСТ Р 51270-99 или к вспомогательным боеприпасам.

## Устройство
Взрывпакет представляет собой цилиндрический предмет диаметром 32 мм, длиной 75 мм в виде картонной оболочки. Торцы цилиндра закрыты картонными пыжами, закатанными в корпус. По оси цилиндра через один из пыжей с отверстием выведен шнур диаметром 5,5 мм, длиной 55 мм с чёрной головкой на конце. На пыже с торца, противоположного месту ввода шнура, имеется маркировка: «X/Y Z». Маркировка на пыже обозначает: «X» — номер партии изготовления, «Y» — год изготовления, «Z» — шифр завода-изготовителя данного взрывпакета.
В водонепроницаемую оболочку, имеющую огнепроводный шнур для зажигания, помещён заряд 30 г дымного пороха. Взрыв устройства даёт звук средней силы и сопровождается небольшим облаком белого дыма (диаметром до 1 м).

## Меры безопасности
Устройство предназначено для применения на открытом воздухе. Хранится и применяется с соблюдением мер предосторожности.